# 武内健 (映画プロデューサー)
武内 健（たけうち けん、1959年 - ）は、日本のプロデューサー。

## 経歴
- 1959年生まれ。
- 1983年慶応義塾大学経済学部卒業後、大映株式会社入社。
- 1997年同取締役就任。
- 1998年同常務取締役就任。
- 2002年同社退社後、株式会社アートポート常務取締役就任。
- 2003年株式会社円谷エンターテインメント社長就任。
- 2007年同社退社後、株式会社トラヴィス設立、代表取締役。現在に至る。

## 主な企画作品
- あさってDANCE＜1991＞ (監督：磯村一路　主演：中嶋朋子)
- ハロー張りネズミ ＜1991＞(監督：松本泰生　原作：弘兼憲史　主演：唐沢寿明)
- 極道記者＜1993＞ (監督：望月六郎　主演：奥田瑛二)
- 大阪極道戦争しのいだれ＜1994＞ (監督：細野辰興　主演：役所広司 阿部寛)
- 新宿黒社会 ＜1995＞(監督：三池崇史　主演：椎名桔平)
- シャブ極道＜1996＞ (監督：細野辰興　主演：役所広司)
- 蛇の道 ＜1998＞(監督：黒沢清　主演：哀川翔)
- デッド・オア・アライブ 犯罪者 ＜1999＞(監督：三池崇史　主演：竹内力 哀川翔)
- 富江＜1999＞ (監督：及川中　主演：菅野美穂)
- 楳図かずお恐怖劇場＜2005＞ (監督：黒沢清・山口雄大・井口昇)
- ひぐらしのなく頃に・誓 ＜2009＞(監督：及川中　主演：前田広輝)

## 主なプロデュース作品
- 猫目小僧＜2005＞（監督：井口昇　出演：石田未来 竹中直人）
- ギミー・ヘブン ＜2006＞(監督：松浦徹　出演：江口洋介 宮﨑あおい 松田龍平)
- 人間椅子＜2007＞ (監督：佐藤圭作　出演：小沢真珠 宮路真緒)
- チェブラーシカ ＜2010＞(監督：中村誠　声の出演：大橋のぞみ 北乃きい)
- 富江アンリミテッド ＜2011＞(監督：井口昇　出演：荒井萌 仲村みう)
- マザー＜2014＞ (監督：楳図かずお　出演：片岡愛之助)
- バースデーカード＜2016＞（監督：吉田康弘　出演：橋本愛 宮﨑あおい ユースケ・サンタマリア）
- 最低。＜2017＞（監督：瀬々敬久　出演：森口彩乃 佐々木心音 山田愛奈 高岡早紀）
- シライサン＜2020＞（監督：安達寛高　出演：飯豊まりえ 稲葉友 染谷将太）
- 年の差婚＜2020・MBS連続ドラマ＞（総監督：廣木隆一　出演：葵わかな 竹財輝之助）
- 明日の食卓＜2021＞（監督：瀬々敬久　出演：菅野美穂 高畑充希 尾野真千子）